# Lung-on-a-chip
Lung-on-a-chipまたは肺機能チップとはチップ上に構成された肺の機能を持つ素子。

## 概要
Organ-on-a-chipの一種で、チップ上に半導体製造で培われた微細加工技術を駆使して微細な流路を形成してその上に肺胞の細胞を培養する。血流と空気の流れを細胞膜で仕切ることで人工肺をチップ化したもので横方向から一定の周期で逆転する応力を加える事により肺機能の機能を再現した上で血流と細胞膜の観察を行うことが可能。
マイクロデバイス内で肺胞上皮細胞と血管内皮細胞を共培養することでこれまでは再現が困難だった「細胞間コミュニケーション」と「呼吸により細胞へ加わる物理的な刺激」を再現した。構造は3本のマイクロ流路が並んでおり、中央の流路がポリジメチルシロキサン（PDMS）製多孔性薄膜で区切られていて、その薄膜の上面で肺胞上皮細胞、下面で血管内皮細胞を培養して両側のマイクロ流路を陰圧にするとマイクロ流路自体が変形して薄膜が伸展され、薄膜上下面に培養した2種類の細胞に伸展刺激が加わり肺の機能を再現する 。
ハーバード大学の生体を再現するための材料やデバイスの開発を目指すヴィース生体工学研究所ではアメリカ食品医薬品局（FDA）と国立衛生研究所（NIH）の巨額の研究費が投じられ、動物実験に代わるヒト細胞のチップを用いた医薬品評価を実現するプロジェクトの一環として小腸チップと共に開発が進められる。
従来の人工肺では再現できなかった肺の機能を再現する事が可能で人工肺チップを用いることにより、呼吸によるウイルス感染（空気感染）により引き起こされる血液の変化が実際に極めて近い状態で、実時間観察が可能となる。

## 文献
- 藤井輝夫. "「マイクロ・ナノデバイス技術による生命科学の新展開」." 生産研究 59.4 (2007): 377-380.
- D. Huh, B. D. Matthews, A. Mammoto, M. Montoya-Zavala, H. Yuan Hsin, D. E. Ingber,“Reconstituting organ-level lung functions on a chip” Science 328, 1662-1668 (2010)
- Baker, Monya. "Tissue models: a living system on a chip." Nature 471.7340 (2011): 661-665.
- Stucki, Andreas O., et al. "A lung-on-a-chip array with an integrated bio-inspired respiration mechanism." Lab on a chip 15.5 (2015): 1302-1310.